# Veronica daranica
Veronica daranica är en grobladsväxtart som beskrevs av Saeidi och Ghahr.. Veronica daranica ingår i släktet veronikor, och familjen grobladsväxter. Inga underarter finns listade i Catalogue of Life.